# Hockey Newfoundland and Labrador
Hockey Newfoundland and Labrador, tidigare Newfoundland Amateur Hockey Association, är ett kanadensiskt regionalt ishockeyförbund som ansvarar för all ishockeyverksamhet på amatörnivå i den kanadensiska provinsen Newfoundland och Labrador.
De hade 13 617 registrerade (11 336 spelare, 1 419 tränare och 862 domare) hos sig för säsongen 2017–2018.
Hockey Newfoundland and Labrador är medlem i det nationella ishockeyförbundet Hockey Canada.

## Förbund
Följande förbund ingår/ingick i Hockey Newfoundland and Labrador:
- Avalon Minor Hockey Association
- Avalon Sledge Hockey Association
- Burin Peninsula/Saint Pierre Hockey Federation
- Cee Bees Minor Hockey Association
- Conception Bay Regional Minor Hockey Association
- Corner Brook Minor Hockey Association
- Exploits Valley Minor Hockey Association
- Gander Minor Hockey Association
- Labrador West Minor Hockey Association
- Lake Melville Extreme Minor Hockey Association
- Mount Pearl Minor Hockey Association
- Northeast Minor Hockey Association
- St. John's Minor Hockey Association
- Stephenville Minor Hockey Association
- Twillingate/New World Island Minor Hockey Association

## Ligor
Följande ligor är/var sanktionerade av Hockey Newfoundland and Labrador:
- Avalon East Senior Hockey League
- Central Newfoundland Hockey League
- Central Newfoundland Midget Inter-City Hockey League
- Central/West Junior Hockey League
- Central West Senior Hockey League
- St. John's Junior Hockey League
- West Coast Senior Hockey League